# Sint-Nicolaasbaai
Sint-Nicolaasbaai ligt aan het zuidoostpunt van het eiland Aruba bij de op één na grootste stad, San Nicolas. De baai is ongeveer 3 km lang en 500 m breed en wordt gedeeltelijk afgesloten door koraalriffen. In de baai bevinden zich een vijftal rifeilanden. 
Aan de noordkant van de baai liggen de pieren, de los- en laadinstallaties van de voormalige olieraffinaderij Lago Oil & Transport Co. Ltd. Om de grootste schepen te kunnen laten afmeren in de oliehaven werd de baai meermalen uitgebaggerd, hierbij werd ook het rif versmald.
Aan de zuidkant van de baai liggen de stranden: Rodgers Beach en Baby Beach.

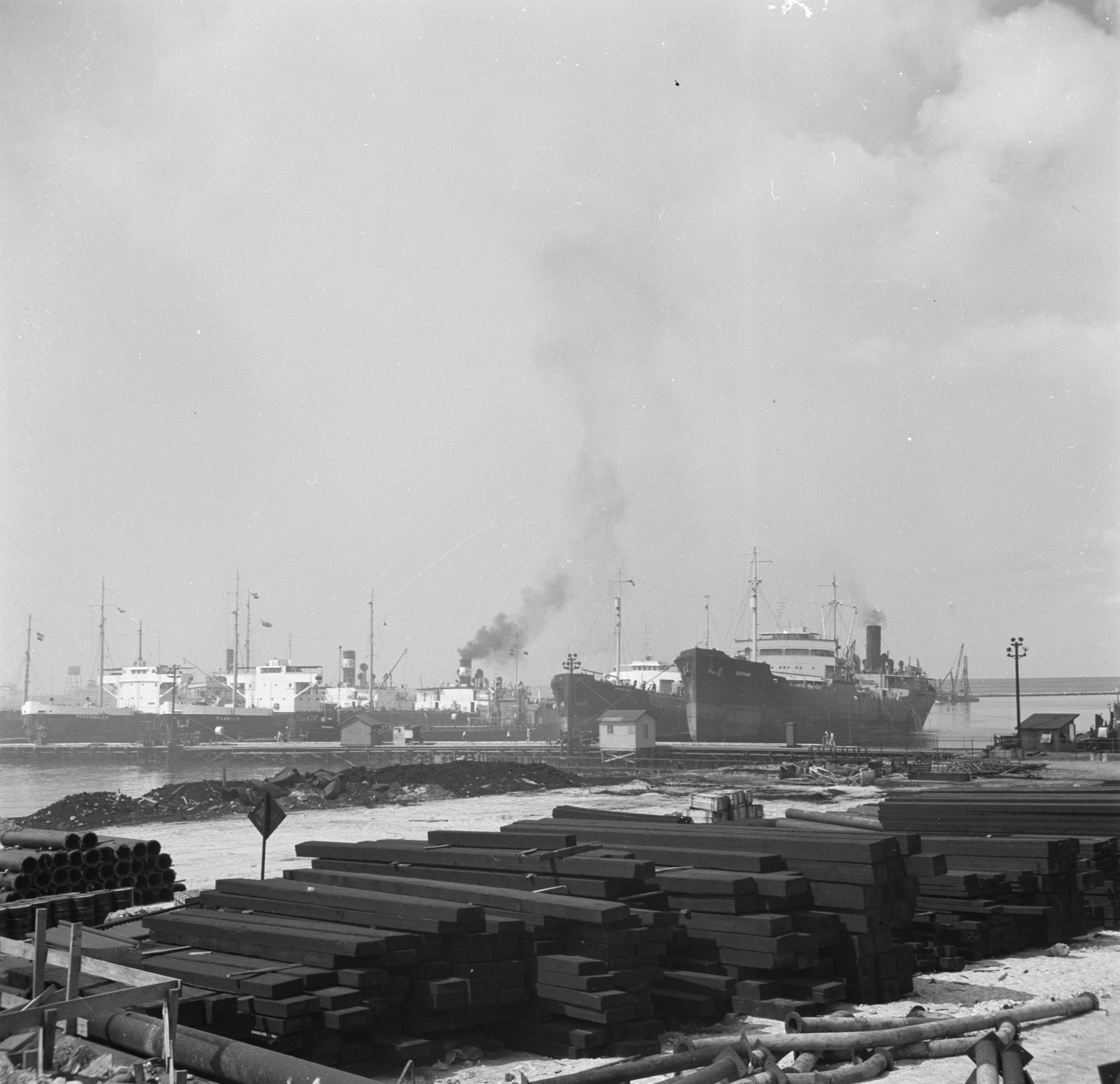
Oliehaven van Sint Nicolaas (1947)